# Stenostomum heteroneurum
Stenostomum heteroneurum är en måreväxtart som först beskrevs av Ignatz Urban och Erik Leonard Ekman, och fick sitt nu gällande namn av Attila L. Borhidi. Stenostomum heteroneurum ingår i släktet Stenostomum och familjen måreväxter. Inga underarter finns listade i Catalogue of Life.